# Détroit de Mraka
Le détroit de Mraka est un détroit s'étendant sur 5 km de longueur et 4,2 km de largeur en direction sud-est-nord-ouest dans les îles Biscoe en Antarctique, entre l'île Renaud au sud, l'île Pickwick au nord et l'île Wiencke au nord-est.

## Cartographie
- British Antarctic Territory: Graham Coast, 1:200000 topographic map. DOS 610 Series, Sheet W 65 64. Directorate of Overseas Surveys, UK, 1971
- Antarctic Digital Database (ADD). 1:250000 topographic map of Antarctica. Scientific Committee on Antarctic Research (SCAR)